# On Stage (album de Johnny Hallyday)
Pour les articles homonymes, voir On Stage.
Albums par Johnny Hallyday
L'Attente
(2012) Rester vivant
(2014)
Lives par Johnny Hallyday
Johnny Hallyday Tour 66 : Stade de France 2009
(2009) Johnny Hallyday Born Rocker Tour
(2013)
On Stage est le 27e album live - le 4e chez Warner - de Johnny Hallyday. Il sort le 3 juin 2013.

## Histoire
Le "Tour 2012" de Johnny Hallyday commence le 24 avril à Los Angeles. Le 12 mai, il donne le premier de ses quatre concerts à l'Arena de Montpellier, qui marque le coup d'envoi de la tournée en France. Trois concerts sont donnés au Stade de France du 15 au 17 juin. L'artiste se produit également en Suisse, Belgique, Québec, en Angleterre et pour la première fois en Russie et en Israël. Le 22 décembre il donne le 64e et dernier concert de la tournée au Dôme de Marseille.

## Autour de l'album
L'album paraît le 3 juin 2013 en deux éditions :
- Édition Collector 3 CD - 33 titres - Référence originale : Warner 2564 644838
- Édition courante 2 CD - 30 titres - Référence originale : Warner 2564 644839

La captation en public ne propose pas un concert unique, mais plusieurs extraits du Tour 2012 de Johnny Hallyday enregistrés dans les différents endroits :
- Stade de la Beaujoire, Nantes (1)
- Galaxie d'Amnéville (2)
- Zénith de Strasbourg (3)
- Zénith de Lille (4)
- Stade de Genève (5)
- Stade de Gerland de Lyon (6)
- Stade Jacques-Chaban-Delmas, Bordeaux (7)
- Sportpaleis d'Anvers (8)
- Arena de Genève (9)
- Dôme de Marseille (10)
- Halle Tony Garnier de Lyon (11)
- Zénith de Toulouse (12)
- Stade de France (13)
- Zénith de Caen (14)

## Titres
| 1.  | Introduction (instrumental) (1)                                            |                                        | Yvan Cassar                                             |  |
| 2.  | Allumer le feu (1)                                                         | Zazie                                  | Pascal Obispo, Pierre Jaconelli                         |  |
| 3.  | Je suis né dans la rue (1)                                                 | Long Chris                             | Mick Jones, Tommy Brown                                 |  |
| 4.  | Excuse-moi partenaire (1) (Cuttin' In)                                     | Ralph Bernet (adaptation)              | Johnny Guitar Watson                                    |  |
| 5.  | Ma gueule (2)                                                              | Gilles Thibaut                         | Philippe Bretonnière                                    |  |
| 6.  | Marie (version orchestre symphonique) (3)                                  | Gérald De Palmas                       | Gérald De Palmas                                        |  |
| 7.  | Deux étrangers (4) (Brave Strangers)                                       | Michel Mallory (adaptation)            | Bob Seger                                               |  |
| 8.  | Diego libre dans sa tête (version orchestre symphonique) (5)               | Michel Berger                          | Michel Berger                                           |  |
| 9.  | Quelque chose de Tennessee (version orchestre symphonique) (5)             | Michel Berger                          | Michel Berger                                           |  |
| 10. | Poème sur la 7e (orchestre symphonique) (6)                                | Philippe Labro                         | Ludwig van Beethoven                                    |  |
| 11. | Requiem pour un fou (6)                                                    | Gilles Thibaut                         | Gérard Layani                                           |  |
| 12. | I Who Have Nothing ((en duo avec Amy Keys (en)) (2)                        | Jerry Leiber, Mike Stoller             | Carlo Donida                                            |  |
| 13. | Gabrielle (7) (The King Is Dead)                                           | Long Chris, Patrick Larue (adaptation) | Tony Cole (musician) (en)                               |  |
| 14. | J'la croise tous les matins (6)                                            | Jean-Jacques Goldman                   | Jean-Jacques Goldman                                    |  |
| 15. | Hey Joe (2) (Hey Joe)                                                      | Gilles Thibaut (adaptation)            | Billy Roberts                                           |  |
| 16. | L'Idole des jeunes (8) (Teenage Idol)                                      | Ralph Bernet (adaptation)              | Jack Lewis                                              |  |
| 17. | Joue pas de rock'n'roll pour moi (9) (Don't Play Your Rock 'n' Roll to Me) | Long Chris (adaptation)                | Michel Donald Chapman, Nicolas Barry Chinn              |  |
| 18. | I'm Gonna Sit Right Down and Cry (Over You) (9)                            | Biggs Howards                          | Joe Thomas                                              |  |
| 19. | Elle est terrible (10) (Somethin' Else)                                    | Jil et Jan (adaptation)                | Sharon Sheeley, Bob Cochran                             |  |
| 20. | Cours plus vite Charlie (6) (Cut Across Shorty)                            | Long Chris (adaptation)                | Marijohn Wilkin (en), Wayne P. Walker                   |  |
| 21. | Tes tendres années (10) (Tender Years)                                     | Ralph Bernet (adaptation)              | Darrel Edwards                                          |  |
| 22. | Que je t'aime (7)                                                          | Gilles Thibaut                         | Jean Renard                                             |  |
| 23. | Oh ! Ma jolie Sarah (6)                                                    | Philippe Labro                         | Mick Jones, Tommy Brown                                 |  |
| 24. | Cet homme que voilà (11) (Bella senz anima)                                | Pierre Delanoé (adaptation)            | Roberto Cassella, Marco Luberti (en), Richard Cocciante |  |
| 25. | Fils de personne (en duo avec Yarol Poupaud) (12) (Fortunate Son)          | Philippe Labro (adaptation)            | John Fogerty                                            |  |
| 26. | L'Envie (4)                                                                | Jean-Jacques Goldman                   | Jean-Jacques Goldman                                    |  |
| 27. | L'amour à mort (10)                                                        | Miossec                                | Andres Karlegard, Marteen Karlegard, Mats Rubarth       |  |
| 28. | La musique que j'aime (en duo avec Eddy Mitchell) (13)                     | Michel Mallory                         | Johnny Hallyday                                         |  |
| 29. | L'Attente (10)                                                             | Miossec                                | Daran                                                   |  |
| 30. | Quand on n'a que l'amour (7)                                               | Jacques Brel                           | Jacques Brel                                            |  |

- Titres bonus édition 3 CD :

| 1. | Rock'n'roll attitude (version groupe) (14)      | Michel Berger | Michel Berger |  |
| 2. | Quelque chose de Tennessee (version groupe) (9) | Michel Berger | Michel Berger |  |
| 3. | Diego libre dans sa tête (version groupe) (9)   | Michel Berger | Michel Berger |  |

## Musiciens
- Direction musicale : Yarol Poupaud
- Orchestration symphonique : Yvan Cassar

- Batterie, percussions : Geoff Dugmore (en)
- Basse : Fred Jimenez
- Guitare : Robin Le Mesurier, Yarol Poupaud (+ mandoline)
- Harmonica, Chœurs : Greg "Zlap" Szlapczynski
- Piano, Claviers : Alain Lanty
- Orgue : Frédéric Scamps
- Chœurs : Amy Keys (en), Nayanna Holley, Carmel Helene Gaddis

Cuivres The Vine Street Horns :
- Arrangements des cuivres + Trompette : Harry Kim
- Saxophone baryton et trompette : Charlie Peterson
- Saxophone alto et ténor : Georges Shelby
- Trombone : Andrew Lippman

Orchestre symphonique :
- Chef d'orchestre : Yvan Cassar